# 中途航空 (1976年)
中途航空（Midway Airlines）曾是一家成立于1976年8月6日的美国航空公司。尽管其受到美国航管局（Civil Aeronautics Board，CAB）的准飞证早于1978年美国放开航空业管制，中途航空还是更多地被当作为是放开管制后的航空公司。中途航空于1979年起开始正式运营航班。